# Evangelický kostel (Bohutice)
Evangelický kostel v Bohuticích je kostelem sboru Českobratrské církve evangelické v Miroslavi, jenž slouží bohutické kazatelské stanici.

## Historie
O stavbě modlitebny se začalo uvažovat po první světové válce, postupně s pomocí evangelíků ze sboru v Miroslavi byl položen základní kámen a v roce 1935 byla dokončena stavba modlitebny. Farář Ladislav Hájek, který se o stavbu zasloužil se již nedočkal otevření, zemřel v roce 1930. Kostel byl nově vymalován v osmdesátých letech 20. století, kdy výmalbu navrhl farář Jiří Zejfart.
Postupně je v 21. století rekonstruován, byla dokončena výměna oken a postupně je rekonstruována fasáda a interiér.